# 稲垣靖
稲垣 靖（いながき やすし、1965年9月10日 - ）は、日本の公認会計士・税理士。日本公認会計士協会 東海会会長。かがやきホールディングス株式会社 代表取締役 公認会計士・税理士・博士(経済学)。公認会計士登録番号：第11845号（平成6年5月25日登録）。税理士登録番号：第86286号（平成10年4月23日登録）。

## 経歴
- 1984年3月　愛知県立岡崎北高等学校 卒業
- 1988年3月　名古屋大学経済学部 卒業
- 1988年4月　名古屋大学大学院経済学研究科修士課程 入学
- 1990年10月 公認会計士第2次試験 合格
- 1991年3月　名古屋大学大学院経済学研究科修士課程 卒業
- 1991年4月　中央新光監査法人 入所
- 1994年3月　公認会計士登録
- 1996年9月　中央監査法人 退所・稲垣公認会計士事務所 設立
- 2003年1月　稲垣税理士法人(現かがやき税理士法人)設立　統括代表社員就任
- 2003年4月　かがやき監査法人 設立　統括代表社員就任
- 2006年4月　名古屋大学大学院経済学研究科博士課程 入学
- 2010年3月　名古屋大学大学院経済学研究科博士課程 単位取得満期退学
- 2011年3月　名古屋大学経済学博士学位 取得
- 2012年4月　名古屋大学経済学部非常勤講師 就任（2014年3月まで）
- 2013年6月　かがやきコンサルティング株式会社　代表取締役就任（現在に至る）
- 2014年4月　名古屋大学経済学部客員教授 就任（2019年3月まで）
- 2018年4月　株式会社経理バンク・東京JAPAN税理士法人グループとの経営統合により株式会社経理バンクの代表取締役就任（現在に至る）(東京JAPAN税理士法人はかがやき税理士法人と合併)
- 2018年7月　株式会社かがやき財産ネットワークス　代表取締役就任（現在に至る）
- 2019年8月　エスティコンサルティング株式会社との経営統合によりエスティコンサルティング株式会社の代表取締役就任（現在に至る）
- 2020年7月　かがやきグループのホールディンス制移行にともないかがやきグループ株式会社（現 かがやきホールディングス株式会社）設立　代表取締役就任（現在に至る）
- 2020年8月　社会保険労務士法人プログレス・労働保険事務組合中小企業経営者協会と経営統合により労働保険事務組合中小企業経営者協会の会長就任（2022年7月まで）（社会保険労務士法人プログレスはかがやき社会保険労務法人と合併）
- 2022年6月　日本公認会計士協会東海会 会長就任（現在に至る）
- 2022年7月　日本公認会計士協会（本部）常務理事就任（現在に至る）
- 2023年3月　かがやきＭ＆Ａ株式会社 代表取締役就任（現在に至る）

## 職位
●かがやきホールディングス株式会社　代表取締役
（以下、かがやきホールディングス株式会社の子会社）
　　・かがやきコンサルティング株式会社　代表取締役
　　・かがやきパートナーズ株式会社　代表取締役
　　・株式会社経理バンク　代表取締役
　　・かがやきＭ＆Ａ株式会社　代表取締役
　　・株式会社かがやき財産ネットワークス　代表取締役
　　・エスティコンサルティング株式会社　代表取締役
●日本公認会計士協会東海会 会長
●日本公認会計士協会（本部）常務理事

## 出版
- 「10分でわかるカンタン財務」 (あいであ・らいふ社) ISBN 978-4-900366-50-3
- 「オーナー経営者が知りたい 事業承継対策のすすめ方」(中央経済社)共著 ISBN 978-4-502-76744-9
- 「Tax & Law 株式・社債・証券化の実務」 (第一法規)共著
- 「Tax & Law 資金計画・資金調達・資本政策」 (第一法規)共著
- 「中小企業再生・支援の新たなスキーム−金融機関と会計・法律専門家の効果的な協働をめざして−」（中央経済社）共著
- 「かがやき式働き方改革　－机をなくせ！　スーツを脱げ－」（朝日新聞出版）

## 論文
- 「中小企業の財務戦略」 全37回連載『中部経済新聞』 平成10年11月11日～12月31日
- 「転売規制を撤廃した『私募社債』市場に大きな魅力」『頭で儲ける時代』 (あいであ・らいふ社）平成10年11月号
- 「子会社のリストラ手法の有利・不利」『税務弘報』 (中央経済社）平成11年8月号
- 「10分でわかるカンタン財務」 平成11年4月号～平成17年1月号『頭で儲ける時代』 (あいであ・らいふ社）
- 「我が国の中小企業再生における管理会計の導入」2010年度 名古屋大学大学院 経済学研究科 博士学位請求論文

## その他
- 愛知県安城市／指定管理者選考委員（平成17年10月から平成22年5月）
- 愛知県安城市／行政評価委員（平成19年6月から平成22年5月）[4]
- 愛知県安城市／代表監査委員（平成22年5月から平成26年5月）
- 日本原価計算研究学会 常任理事（平成27年10月から平成30年9月）
- 日本公認会計士協会東海会 幹事(平成25年6月から令和元年6月)
- 日本公認会計士協会東海会 副会長（令和元年6月から令和4年6月）
- 日本公認会計士協会東海会 会長（令和4年6月から現在）
- 日本公認会計士協会（本部） 常務理事（令和４年7月から現在）